# Tanytarsus tamadecimus
Tanytarsus tamadecimus är en tvåvingeart som beskrevs av Sasa 1980. Tanytarsus tamadecimus ingår i släktet Tanytarsus och familjen fjädermyggor. Inga underarter finns listade i Catalogue of Life.